# 불사신 워커
《불사신 워커》(Walker)는 미국에서 제작된 알렉스 콕스 감독의 1987년 액션, 모험, 전쟁 영화이다. 에드 해리스 등이 주연으로 출연하였고 엔젤 플로리스 마리니 등이 제작에 참여하였다.

## 출연

### 주연
- 에드 해리스
- 리처드 마저

### 조연
- 르네 아사
- 린 어벌조노이스
- 케이스 자라바즈카
- 시 리처드슨
- 잰더 버클리
- 존 딜
- 피터 보일
- 마리 매트린
- 알폰소 아라우
- 페드로 아멘다리즈 주니어
- 로버토 로페즈 에스피노자
- 게리트 그라함
- 헬렌 파버
- 윌리엄 오리어리
- 블랑카 게에라
- 앨런 볼트
- 미구엘 샌도발

## 기타
- 라인프로듀서: 칼로스 엘바레즈
- 협력프로듀서: 마이클 플린
- 협력프로듀서: 데비 디아즈
- 미술: 브루노 루베오
- 의상: 데다 드래머스
- 의상: 팸 테이트
- 배역: 미구엘 샌도발
- 배역: 빅토리아 토머스

## 같이 보기
- 컬트 영화